# Alex Germany
Alex Germany (Palm Desert, 27 aprile 1989) è un giocatore di football americano statunitense che gioca nel ruolo di defensive back per i Lions Bergamo della Prima Divisione italiana. Al college ha giocato a football alla San Jose State University, per poi passare a giocare nel campionato italiano con i Giants Bolzano..
Dopo due stagioni a Bolzano si è trasferito ai Saarland Hurricanes della German Football League per una stagione, per poi tornare ai Giants nel 2016. Nel 2018 ha giocato con gli UTA Pesaro, per trasferirsi nel 2019 ai Lions Bergamo. A seguito dell'annullamento della stagione 2020 del campionato italiano è passato ai finlandesi Seinäjoki Crocodiles
Al college è stato compagno di squadra di Jordan LaSecla (poi quarterback dei Seamen Milano), dei giocatori NFL Duke Ihenacho, Bené Benwikere, Keith Smith, Peyton Thompson e Tyler Ervin e  dei giocatori CFL Brandon Rutley, Ronnie Yell e Forrest Hightower.